# کننین
کننین (به ژاپنی: 建仁 Shōji) نام یک عصر تاریخی ژاپنی بود. این عصر بعد از شوجی (دوره) و قبل از گنکیو قرار داشت و از فوریه ۱۲۰۱ تا فوریه ۱۲۰۴ میلادی به طول انجامید. در طی این عصر امپراتور تسوچی‌میکادو، امپراتور ژاپن بود.